# 魏小琴
魏小琴（1953年2月—），女，辽宁北票人，中华人民共和国政治人物，曾任江西省妇女联合会主席，江西省人民政府秘书长、党组成员，办公厅党组书记，江西省人大常委会副主任、党组成员。